# Johann Wilhelm Gerlach
Johann Wilhelm Gerlach (* 7. Juni 1938 in Koblenz) ist ein deutscher Rechtswissenschaftler und ehemaliger Präsident der Freien Universität Berlin sowie der Deutsch-Kasachischen Universität.

## Leben
Gerlach studierte Rechtswissenschaft, Volkswirtschaft und Soziologie in Bonn, Köln, Wien und Freiburg. Nach Promotion und zweitem Staatsexamen (1967) war er zunächst als Wissenschaftlicher Assistent und Akademischer Rat an der Freien Universität (FU) beschäftigt, seit 1972 schließlich als Professor für Bürgerliches Recht, Handelsrecht und Zivilprozessrecht. 1991 wurde er als Nachfolger des scheidenden Dieter Heckelmann zum Präsidenten der FU gewählt und vier Jahre später für eine zweite Amtszeit wiedergewählt.
In Gerlachs Amtszeit fielen tiefgreifende Strukturreformen infolge der Wiedervereinigung der über Jahrzehnte getrennten Berliner Hochschullandschaft, verbunden mit Sparmaßnahmen aufgrund der angespannten Haushaltslage des Landes Berlin. Seit 1992 musste die Freie Universität Einbußen in dreistelliger Millionenhöhe verkraften; die Zahl der Professuren sank von 926 auf 541 im Jahre 2001, die Zahl der finanzierten Studienplätze im gleichen Zeitraum von 38.915 auf 25.122. Trotz dieser massiven Einschnitte gelang es Gerlach jedoch, nicht nur das breite Fächerspektrum der FU zu erhalten, sondern die Gründung neuer interdisziplinärer und internationaler Zentren zu fördern und damit den Grundstein für die spätere Entwicklung der FU zur Exzellenzuniversität zu legen.
1999 schied Gerlach nach einem schweren Autounfall vorzeitig aus dem Amt. Nach seiner Genesung war er in vielfältigen Funktionen auf dem Gebiet der internationalen Hochschulzusammenarbeit tätig, u. a. im DAAD, der Hochschulrektorenkonferenz und der European University Association. Darüber hinaus beriet er Hochschulen und Akkreditierungseinrichtungen in Spanien, Chile und Mexiko.
Von 2007 bis 2015 war Gerlach Präsident der 1999 gegründeten Deutsch-Kasachischen Universität in Almaty.

## Auszeichnungen
- Ehrendoktorwürde der Universität Istanbul (1993)
- Verdienstorden der Italienischen Republik („Grande Uficiale“, 2000)